# Huehuetenango (Guatemala)
Huehuetenango est une ville du Guatemala, et le siège du département de Huehuetenango. Sa population est estimée à 143 954 habitants en 2024.
La ville et la région sont réputées pour la production de café.

## Démographie
La population de la ville est estimée à 143 954 habitants en 2024, soit 10 % de la population du département. Au recensement de 2018, elle était de 117 818 habitants.
La population était de 57 289 habitants en 2002, puis de 99 308 habitants en 2015.

## Patrimoine
Le site archéologique de Zaculeu, ancienne capitale du royaume Mam (es), se trouve à 3,7 km de la ville.